# Emil Barč
Emil Barč (15. května 1924, Trnava – 19. prosince 2004, Trnava) byl slovenský fotograf působící v Trnavě, průkopník barevné fotografie. Jeho jméno se stalo v 60. letech 20. století slavným s souvislosti s kauzou „falešných filmařů“ v Čachticích.

## Život a tvorba
O fotografování se začal zajímat jako desetiletý, kdy dostal svůj první fotoaparát. Absolvoval odbornou školu a vyučil se v ateliéru trnavského fotografa Milana Petroviče, který dříve působil v Paříži a u trenčínské fotografky Marie Holoubkové. Působil na Pedagogické fakultě Trnavské univerzity. Na kontě měl mnoho úspěšných výstav, speciálně se věnoval barevné fotografii v době, kdy byly polychromatické postupy velmi náročné na realizaci.

### Falešní filmaři v Čachticích
V květnu roku 1961 Emil Barč spolu s komplicem Ladislavem Fabianičem (toho času oba zaměstnanci Státního geologického ústavu Dionýza Štúra) přesvědčili s použitím prázdných kamer a falešných filmařských průkazů občany obce Čachtice, že u nich budou natáčet film o Alžbětě Bátoriové. Jelikož mnohým z nich slíbili velké honoráře a účinkování v zahraniční produkci, během několika týdnů jim občané obce poskytovali ubytování a stravu zdarma. Na podvod se přišlo náhodou, když se 14. června o filmování doslechl režisér Štefan Uher, který byl právě v Novém Městě nad Váhom a jel se do Čachtic podívat. Oba byli následně odsouzeni za trestný čin podvodu, výtržnictví a rozkrádání majetku v socialistickém vlastnictví. Emil Barč byl navíc obviněn za trestný čin ohrožení mravnosti (podle některých výpovědí během „konkurzů“ opakovaně fotografoval ženy z obce nahé) a Ladislav Fabianič byl obviněn z padělání a pozměňování úřední listiny (v souvislosti s paděláním filmařských průkazů).
Událost se stala v Československu legendární, Čachtice si díky ní vysloužili posměšnou přezdívku Filmárovce. Dostala se do knihy Ladislava Mňačka Soudruh Münchhausen, byl o ní natočen film Filmárovce, aneb Čachtice 1961 režisérky Kristýny Klimekové.